# تپه ملا شریف گردوان
تپه ملا شریف گردوان مربوط به سدهٔ ۸–۶ ه.ق است و در شهرستان ارومیه، بخش سیلوانه، دهستان مرگور، روستای گردوان واقع شده و این اثر در تاریخ ۲۵ آبان ۱۳۸۷ با شمارهٔ ثبت ۲۳۵۶۰ به‌عنوان یکی از آثار ملی ایران به ثبت رسیده است.